# Yehuda Bar-Shalom
Yehuda Bar-Shalom (Argentina, 10 de enero de 1960) es un académico, educador, terapeuta y entrenador del estilo TEAM CBT de terapia cognitivo conductual, certificado por el Feeling Good Institute de California. Emigró a Israel en 1970 y es, desde el 1 de junio de 2017, el rector de la Universidad Hebraica de México.

## Biografía

### Estudios
Es Licenciado en Cinematografía por la Universidad de Tel Aviv y egresó del Jewish Theological Seminary of America en Nueva York donde cursó el Doctorado y la Maestría en Educación. También tiene una Maestría en Counseling por The Center for Academic Studies, en Israel.

### Docencia
De 2004 a 2010 fue director de Estudios Educativos en el Colegio Académico de Educación David Yellin y se graduó del Colegio como Vicepresidente y Decano de Estudiantes y Presidente del Comité de Nombramientos del Colegio. Yehuda Bar-Shalom fue copresidente con el Doctor Michal Golan (Instituto Mofet) de la 6ª Conferencia Internacional para la Formación Docente: Educación Mishnah. 
Hasta mayo de 2017 fue director de la Facultad de Educación y Estudios Sociales de la Facultad de Humanidades en Ono Academic College en Israel, la institución privada de educación superior más grande en ese país.

### Libros (en hebreo)
- Idea de la reparación: emprendedurismo educacional en una Sociedad Multicultural: " aquí Bar-Shalom cuestiona la actuación de las instituciones educativas especiales israelíes que se dedican a reparar la sociedad. Escuelas entre judíos y árabes, seculares y religiosas, potenciando las poblaciones vulnerables y cultivando la identidad fundamental. El libro fue traducido al inglés en 2006 y publicado en EE. UU.. por la editorial Palgrave MacMillan, titulado Educating Israel: Educational Entrepreneurship in Israel's Multicultural Society.
- Verde, A., Bar Shalom, Y. (2015) Para ellos: historias de buenos maestros. Carmel Publishing.
- Bar Shalom, Y., Sarel, p. (2011) Están haciendo por un cambio: sobre los emprendedores sociales en Israel. Carmel Publishing.
- Bar Shalom, Y., (2007) El Poema Pedagógico de Lova Eliavis, Jerusalén: Caramel Publishing
- Bar Shalom, Y. (2004) La idea de Tikkun: Emprendimiento educativo en una sociedad multicultural. Bnei Brak: Hakibbutz Hameuhad Publishing, serie Red Line. (Edición adicional, 2007).
- Shai, A., Bar Shalom, Y. (2002) Investigación cualitativa en investigación educativa: de la teoría al campo y del campo a la teoría. Jerusalén: Publicado por el Colegio de Educación David Yellin.
- Shai, A., Bar Shalom Y. (1999) Investigación Cualitativa en Investigación en Educación. Número especial de "College" (11), publicado por el David Yellin College of Education.

| Predecesor: Daniel Fainstein. Assia K Levita | Rector de la Universidad Hebraica de México 2017-presente | Sucesor: - |